# FC5 Corigliano Futsal 2015-2016
Questa pagina raccoglie i dati riguardanti il FC5 Corigliano Futsal, squadra di calcio a 5 militante in serie A, nelle competizioni ufficiali della stagione 2015-2016.

## Trasferimenti

### Sessione estiva
| Côco                 | Novaja Generacija |
| Gedson               | svincolato        |
| Juanpe               | Orte              |
| Alejandro Lemine     | Real Rieti        |
| Sebastiano Tornatore | Acireale          |
| Alessio Trovato      | Acireale          |

| Pierpaolo Caravetta | La Sportiva Traforo |
| Leandrinho          | Luparense           |
| Luis Marimón        | ritirato            |
| Antonino Martino    | Polisportiva Futura |
| Davide Morrone      | Odissea 2000        |
| Alcides Pereira     | Atlântico           |
| Fabrício Urio       | Cogianco            |

### Fuori sessione
| Rudinei Tres | svincolato |

| Partenze | Partenze | Partenze | Partenze |
| Nome     | a        |          |          |
| -------- | -------- | -------- | -------- |

### Sessione invernale
| Nicola Barilari | svincolato          |
| Cucu            | Isleño San Fernando |
| Thiago Resner   | Isernia             |

| Côco               | Real Rieti   |
| Arlan Pablo Vieira | Cogianco     |
| Altre operazioni   |              |
| Giovanni Lento     | Odissea 2000 |

## Organico

### Prima squadra
| N° | Naz.                  | Ruolo | Sportivo             | Anno       |  |  |
| -- | --------------------- | ----- | -------------------- | ---------- |  |  |
| 1  | Italia (bandiera)     | POR   | Sebastiano Tornatore | 28.05.1993 |  |  |
| 2  | Italia (bandiera)     | DIF   | Antonio De Luca      | 26.08.1988 |  |  |
| 3  | Italia (bandiera)     | DIF   | Leonardo Schiavelli  | 07.06.1987 |  |  |
| 5  | Spagna (bandiera)     | LAT   | Alejandro Lemine     | 16.01.1992 |  |  |
| 6  | Spagna (bandiera)     | LAT   | Cucu                 | 13.03.1993 |  |  |
| 7  | Italia (bandiera)     | LAT   | Francesco Dentini    | 07.07.1992 |  |  |
| 8  | Brasile (bandiera)    | PIV   | Gedson               | 14.12.1991 |  |  |
| 10 | Portogallo (bandiera) | LAT   | Côco                 | 01.09.1981 |  |  |
| 11 | Italia (bandiera)     | LAT   | Alessio Trovato      | 07.01.1993 |  |  |
| 12 | Brasile (bandiera)    | PIV   | Arlan Pablo Vieira   | 03.07.1990 |  |  |
| 13 | Brasile (bandiera)    | DIF   | Marcus Delpizzo      | 13.10.1983 |  |  |
| 14 | Brasile (bandiera)    | DIF   | Thiago Resner        | 13.10.1989 |  |  |
| 17 | Brasile (bandiera)    | LAT   | Rudinei Tres         | 13.02.1987 |  |  |
| 18 | Spagna (bandiera)     | DIF   | Juanpe               | 02.01.1981 |  |  |
| 19 | Italia (bandiera)     | LAT   | Nicola Barilari      | 16.10.1992 |  |  |
| 20 | Italia (bandiera)     | LAT   | Antonio Berardi      | 18.07.1988 |  |  |
| 22 | Italia (bandiera)     | POR   | Paolo Lo Buglio      | 30.04.1994 |  |  |
| 29 | Italia (bandiera)     | POR   | Davide Vangieri      | 22.11.1994 |  |  |

### Under 21
| N° | Naz.              | Ruolo | Sportivo         | Anno       |  |  |
| -- | ----------------- | ----- | ---------------- | ---------- |  |  |
| 12 | Italia (bandiera) | POR   | Antonio Algieri  | --.--.---- |  |  |
| 23 | Italia (bandiera) | LAT   | Salvatore Scura  | 15.02.1996 |  |  |
| 24 | Italia (bandiera) | LAT   | Leonardo Orefice | 09.12.1995 |  |  |
| 19 | Italia (bandiera) | LAT   | Giovanni Lento   | 01.07.1998 |  |  |